# Chambre des représentants du Kentucky
Capitole de l'État du Kentucky, Frankfort
La Chambre des représentants du Kentucky (en anglais : Kentucky House of Representatives) est la chambre basse du corps législatif du Kentucky, l'Assemblée générale du Kentucky.

## Histoire
La première réunion de la Chambre des représentants du Kentucky s’est tenue à Lexington, en 1792, peu de temps après l'indépendance. Au cours de la première session législative, le législateur a choisi Frankfort comme capitale permanente de l'État.
Après l’obtention du droit de vote pour les femmes, Mary Elliott Flanery (en) devient la première femme membre de la Chambre des Représentants du Kentucky. Elle siège à partir de janvier 1922. C’est la première femme élue comme législateur au sud de la ligne Mason-Dixon.

## Composition
Elle est composée de 100 sièges pourvus pour deux ans au scrutin uninominal majoritaire à un tour dans autant de circonscriptions.

## Siège
L'Assemblée générale du Kentucky siège au Capitole de l'État du Kentucky situé à Frankfort.

## Présidence
Le speaker préside la Chambre et contrôle l'ordre du jour de celle-ci et des commissions parlementaires. C'est le candidat présenté par le parti majoritaire qui est élu speaker. Le républicain David Osborne exerce cette fonction depuis le 5 novembre 2017.
Lorsque le speaker est absent de la salle ou autrement indisponible, le Président pro tempore remplit les fonctions de président en chef de la Chambre. Il s'agit du républicain David Meade depuis le 8 janvier 2019.

## Composition
| Date      | Parti      | Parti        | Total |
| Date      | Démocrates | Républicains | Total |
| --------- | ---------- | ------------ | ----- |
| Date      |            |              | Total |
| 2019-2021 | 39         | 61           | 100   |
| 2021-2023 | 25         | 75           | 100   |